# Base aérienne Hoedspruit
La base des Forces aériennes de Hoedspruit (code IATA : HDS • code OACI : FAHS) est une base aérienne militaro-civile de la Force aérienne sud-africaine. Il est situé à côté du Parc national Kruger. À la fin des années 1990, une partie inutilisée de la base a été convertie en un aéroport civil connu sous le nom d'aéroport Eastgate. Il a également été un terrain d'atterrissage d'urgence de la Navette spatiale américaine.

## Situation
| Bloemfontein Mthatha Skukuza Richards Bay Polokwane/Pietersburg Pietermaritzburg Prétoria-Wonderboom Ulundi Upington Pilanesberg Le Cap Phalaborwa Port Elizabeth Kruger Mpumalanga Kimberley Mala Mala Durban George Plettenberg · Bay Hoedspruit Jo'bourg-Lanséria Jo'bourg-OR Tambo East London |

Carte statique des aéroports d'Afrique du Sud.Carte dynamique des aéroports d'Afrique du Sud.

## Compagnies aériennes et destinations
| Compagnies | Destinations                   |
| ---------- | ------------------------------ |
| Airlink    | Johannesbourg OR Tambo, Le Cap |
| CemAir     | Johannesbourg OR Tambo, Le Cap |

Actualisé le 21/11/2023